# Maratea
Maratea es una localidad al sur de Italia en la provincia de Potenza con 5221 habitantes. Es la única ciudad de la región de Basilicata en la costa del Tirreno. Los operadores de turismo la han bautizado "perla del Tirreno" y "la ciudad con 44 iglesias". Tiene su origen en un asentamiento de los lucanos de la época griega en el golfo de Policastro.

## Toponimia y heráldica
Según Giacomo Racioppi, Maratea procede del griego «marathus» (hinojo). Otra hipótesis la relaciona con la voz latina «màris» unida al término griego «théa». El escudo de la villa representa tres torres sobre las olas del mar; con un águila de dos cabezas sobre la del centro. Existe un blasón más antiguo con una sirena sobre el arrecife.

## Geografía costera
Una vegetación costera compuesta por carrascas, encinas, olivos y pinos, decora
sus escarpados 32 km de costa en el Mar Tirreno, repartidos entre playas, riscos y pequeñas calas, con un interesante conjunto de 50 grutas marinas. Frente al barrio de la Marina, están la isla de "San Janni" y el islote de la "Matrella". De sus más de 20 playas destacan: "a Gnola", en Castrocucco; "Calaficarra" y "Cala Grande" en dicho barrio de La Marina; "Cala Jannita", de arena negra, próxima a la "gruta del Sciabella"; la gran playa de Cersuta en Fiumicello-Santavenere; y en el turístico barrio de Acquafredda están la playa de "Portacquafridda" o del "Porticello" (con un manantial de agua dulce y fresca que le da nombre al paraje) y la "gruta del Dragón".

## Historia
Restos arqueológicos del Paleolítico señalan la presencia de asentamientos humanos en las grutas costeras de Fiumicello, Acquafredda y Marina. El trabajo arqueológico sitúa el primer asentamiento en tierra firme entre los siglos XV-XIV a. C. en el promontorio conocido como "Capo la Timpa". También se ha descubierto una necrópolis entre los barrios de Masa y Castrocucco. La actividad indígena desaparece con la colonización griega y no vuelve a manifestarse hasta el siglo VI a. C. en el mencionado castro de La Timpa, que será abandonado de manera definitiva con la conquista romana de la Lucania en el siglo III a. C. De ese periodo data el santuario supuestamente dedicado a Minerva, enclavado en la cima del "monte San Biagio".
Las invasiones bárbaras y la caída del Imperio Romano de Occidente, seguidas de las frecuentes incursiones sarracenas y la piratería en el Mediterráneo, obligaron a la población a refugiarse y encastillarse en el mencionado monte San Biagio, enclave donde se menciona por primera vez el nombre de Marathia en un documento de 1079.

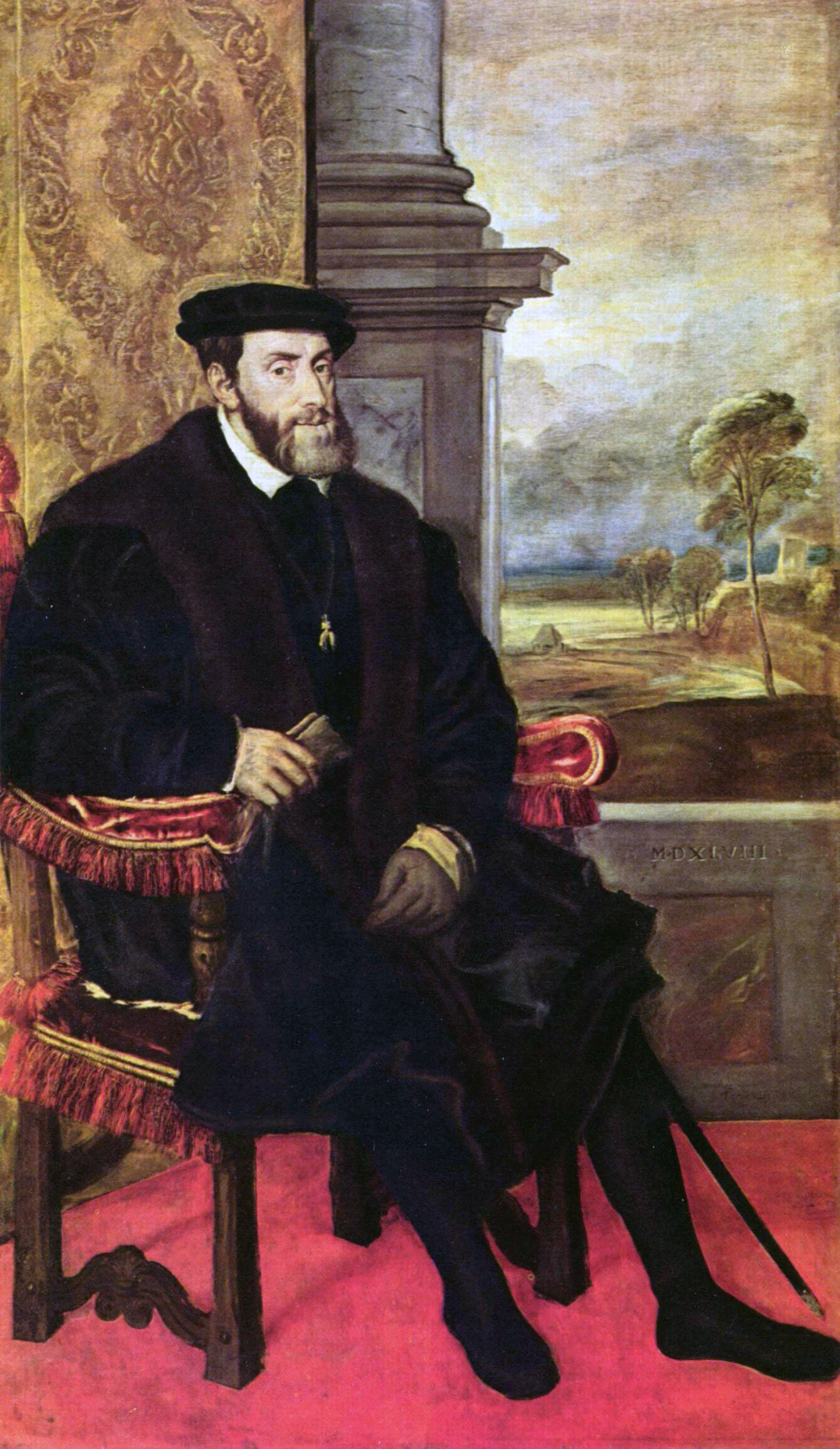
Carlos I de España concedió a Maratea el título de Città Regia en 1531.

De 1404 datan los primeros privilegios concedidos por los reyes de Nápoles, y refrendados por Fernando I de Aragón, tras la anexión de Nápoles y Sicilia a la Corona de Aragón, según documento fechado el 20 de septiembre de 1444. El la piratería hace que durante el periodo renacentista, entre 1566 y 1595, se construyen las seis torres costeras de las que aun se conservan vestigios. Fruto de la relativa prosperidad comercial del enclave será la creación de una nueva ciudad, el Burgo (la Maratea de Abajo), en un valle interior, que a partir del siglo XVII disfrutó administrativamente de alcalde propio e igualdad jurídica con el Castillo (la vieja Maratea de Arriba o de San Biagio). En ese periodo (1656) asola la zona una epidemia de peste. 
El siglo XVIII vio levantarse el primer hospital, obra del prócer Giovanni De Lieto en 1734, y el año siguiente Maratea se convirtió en una de las cuatro capitales de Basilicata. La riqueza ilustrada y la desaparición definitiva de la piratería provocaron el nacimiento de nuevos barrios a lo largo de la costa (Acquafredda, Cersuta a Norte y Porto). En 1799, Maratea vivió una breve experiencia republicana durante la corta vida de la República Partenopea; y tras la conquista francesa del Reino de Nápoles, en el diciembre de 1806 Maratea fue asediada a final de 1806 por el ejército napoleónico, mandado por el general Jean Maximilien Lamarque; la defensa dio lugar al héroe local Alessandro Mandarinas y a la destrucción de la antigua Maratea, que a partir de 1808 se convirtió en suburbio del Borgo (Maratea de Abajo).
En el 16 de diciembre de 1857 Maratea se verá afectada por un terremoto con una sola víctima humana pero abundantes daños; a pesar de ello, comuna próspera en el conjunto de la región Basilicata gracias al comercio marítimo, Maratea recibió el ferrocarril en 1894. La industrialización y el turismo provocaron la aparición de nuevos barrios (Marina, Brefaro y Castrocucco). Sin embargo, al inicio del siglo XX la crisis local produjo una nueva ola de emigración, fundamentalmente a América (Venezuela, Brasil, Colombia y Estados Unidos). Las divisas de los indianos marateotas permitieron la construcción del primer acueducto en 1902, la iluminación eléctrica de las calles en 1921 y el asfaltado en 1929.
En la Segunda Guerra Mundial, Maratea fue ocupada por el Ejército Aliado el 8 de septiembre de 1943. Tras el conflicto bélico se planteó la posibilidad de explotar la zona como balneario; pero el desarrollo de Maratea no llegaría hasta la segunda mitad de la década de 1950, con el empresario Stefano Rivetti, creador de una pequeña industria textil y una granja de explotación agrícola que consiguieron frenar la emigración. Llegaría así el primer establecimiento turístico (un hotel de lujo) y la construcción del nuevo puerto, en 1962. También se le adjudica a Rivetti la donación a la población del Cristo Redentor tallado por Bruno Innocenti. Entre el 1967 y 1973, el 'imperio' Rivetti cayó en bancarrota, y desde entonces la economía de Maratea se apoya en el turismo.
La actividad volcánica de la zona provocaron que el 21 de marzo de 1982 Maratea sufriera un terremoto y el 12 de enero de 1987 el puerto fuese destruido por un maremoto.

## Patrimonio cultural
Maratea, como la mayoría de las localidades italianas, cuenta con un variado y abundante número de iglesias. De ellas, las más importantes son las dedicadas al patrón de la ciudad y la de Santa María.
- La Basílica de San Blas, en la zona del Castillo, asentada sobre un templo pagano dedicado a Minerva. Inicialmente dedicada a la Virgen de la Gracia, cambió de nombre al acoger las reliquias de san Blas en 1619 en una tumba de mármol polícromo.
- La iglesia de Santa María Mayor se encuentra en el antiguo burgo y fue construida en el 1505 sobre una capilla del siglo XIII. Adornada en el siglo XVIII, conserva un bonito coro del siglo XVI, una antiquísima estatua de la Virgen en mármol amarillo y algunos bonitos cuadros del siglo XIX. Al exterior se encuentran bajorrelieves del siglo XVI y el campanario románico.

Otras iglesias son: la de la Anunciación, en el "Burgo", sobre una capilla del siglo XVI; la de la Virgen de los Dolores, también en el "Burgo",construida en 1620; la de San Vito, considerada la más antigua de Maratea; la iglesia de la Virgen de la Nieve (templo de ermitaños con frescos del siglo XIV); el templo de la Virgen del Rosario, de 1575 pero muy reformada; la de San Antonio, de 1615; la de Santa María Inmaculada, en Acquafredda, construida en 1833; el templo dedicado a la Virgen de los Dolores de Cersuta, del siglo XVII; y la iglesia de la Virgen del Carmen, de 1931.

### Iconografía monumental

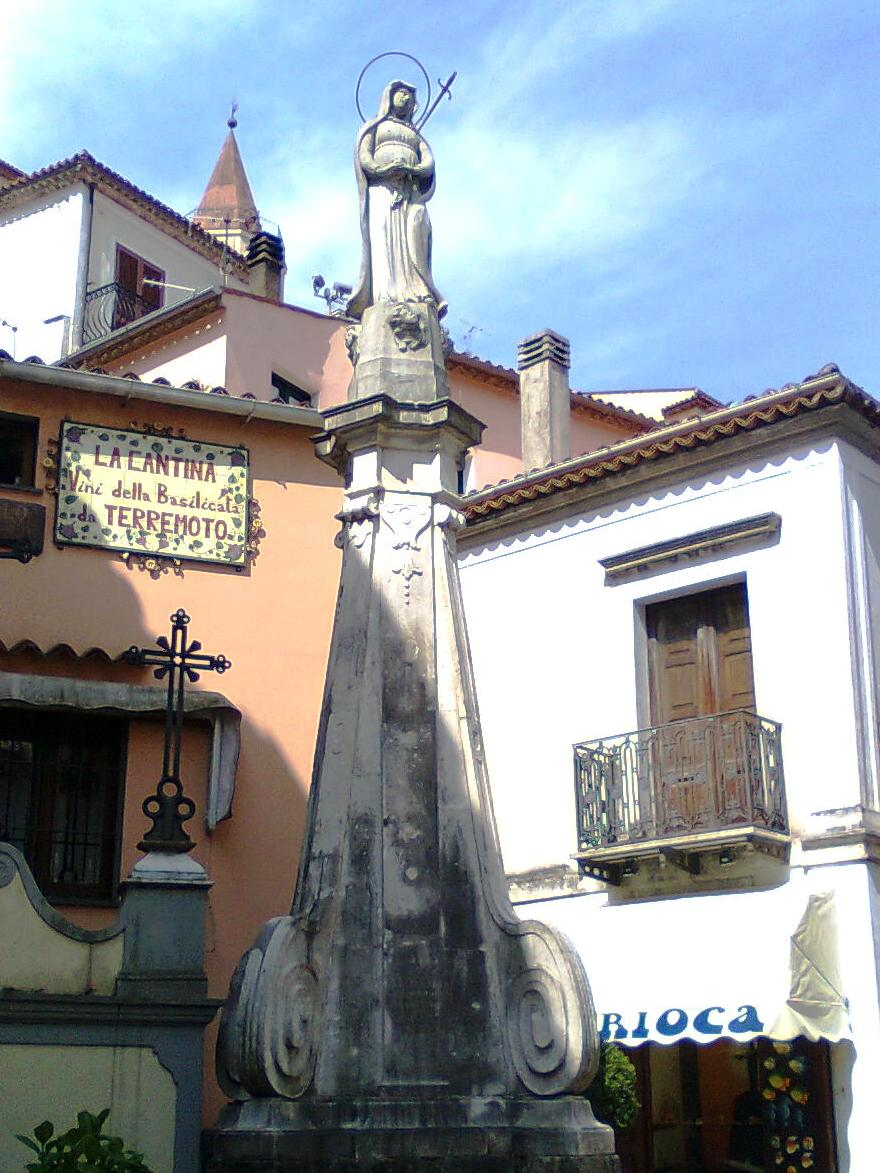
Obelisco de la Virgen de los Dolores,
mandado erigir en 1788 por el ciudadano Gerardo Laurelli, frente a la iglesia del mismo nombre.

Además de las iglesias, Maratea ha conservado y producido algunos ejemplos monumentales importantes como la columna votiva a San Blas, instalada frente a la iglesia de la Anunciación en el "Burgo" en 1758; y ya en el siglo XX, la Estatua del Redentor de 22 m de alto, construida en 1965 por Bruno Inocentes en mármol de Carrara, y el obelisco de la Virgen de los Dolores.

## Evolución demográfica
| Gráfica de evolución demográfica de Maratea entre 1861 y 2001 |
|                                                               |
| Fuente ISTAT - elaboración gráfica de Wikipedia               |

## Festejos
El más importante es la fiesta de san Blas, que celebra el aniversario del traslado de las reliquias del santo y dura una semana, entre el primer sábado de mayo y el segundo domingo de ese mes. Conmemora la llegada de las reliquias de "San Biagio" (el obispo armenio Blas de Sebaste) a "Capo Casale", ocurrida según la leyenda tradicional de mayo del año 732, e instituida en 1695 por el obispo de la diócesis de le Cassano allo Ionio. La componen tres populosas procesiones.

## Cine y T.V.
Maratea es un escenario para las películas de James Bond Quantum of Solace (2008) de Marc Forster y Sin tiempo para morir (2020) de Cary Fukunaga. En 2014 la empresa mexicana Televisa rodó escenas de la telenovela Muchacha italiana viene a casarse de Pedro Damián.

## Ciudades hermanadas
- Bolzano
- Carosino
- Cento

## Galería de imágenes

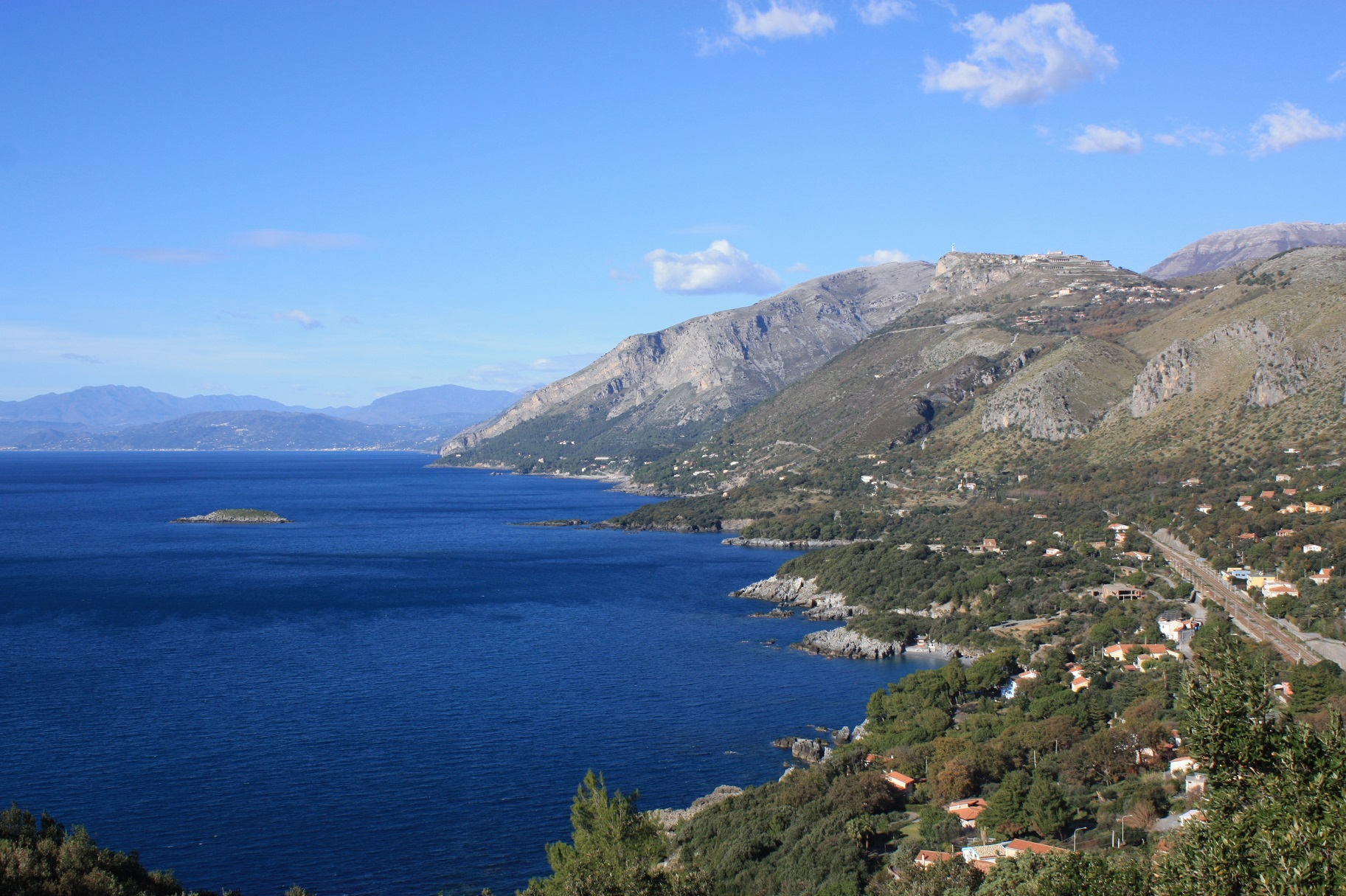
Costa de Maratea
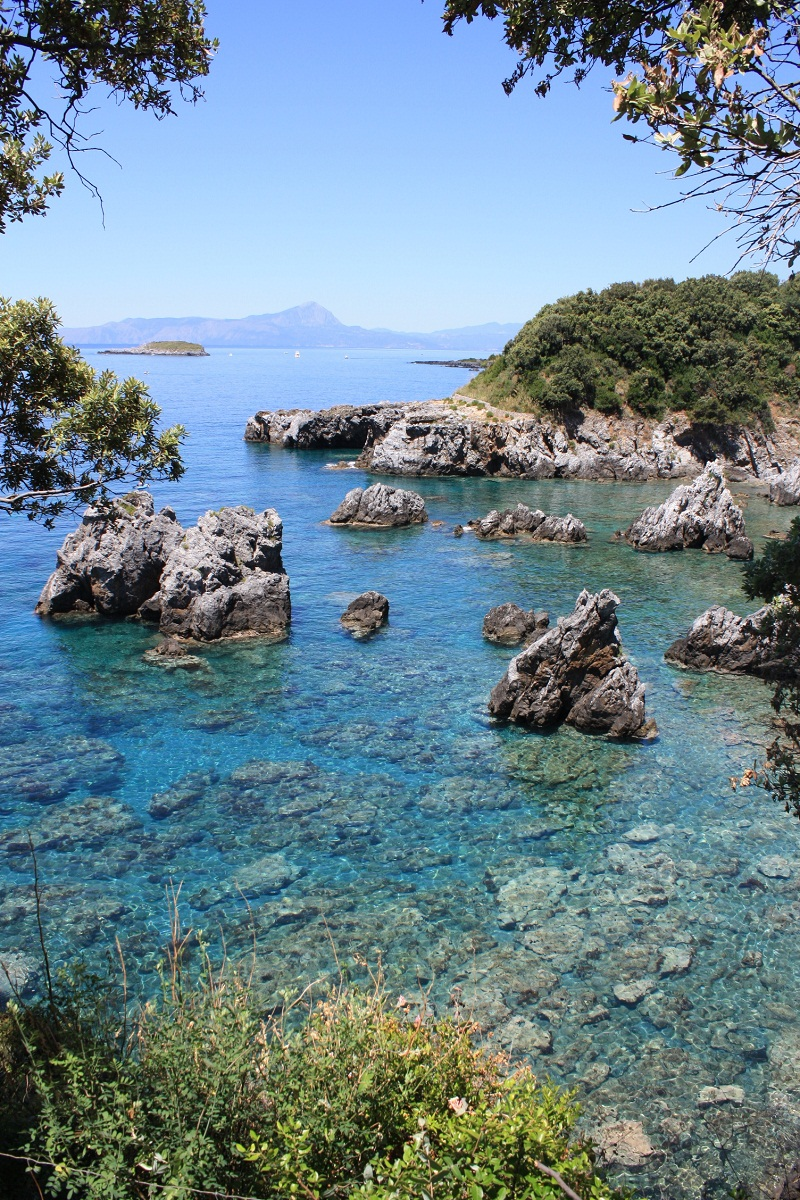
Marina di Maratea
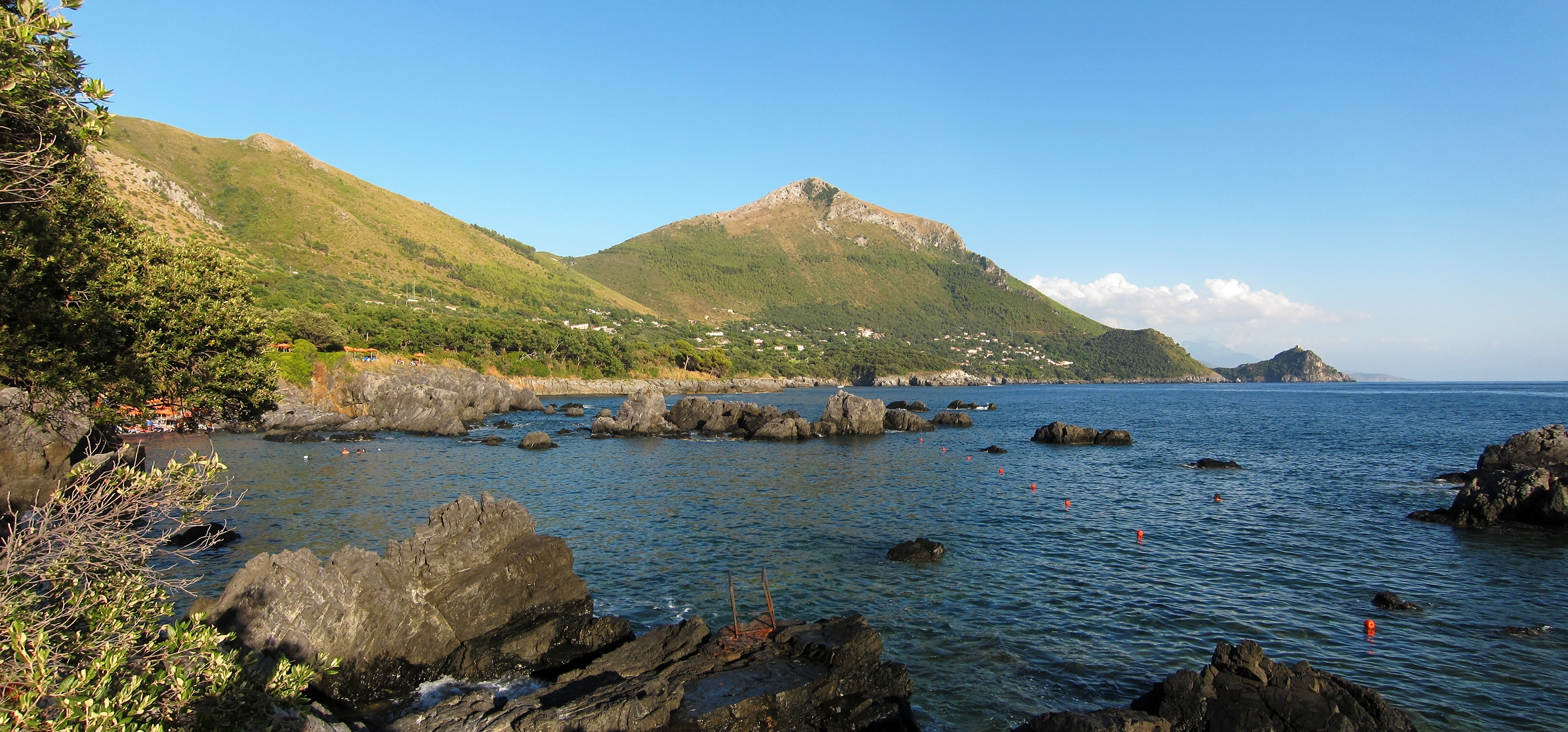
Castrocucco
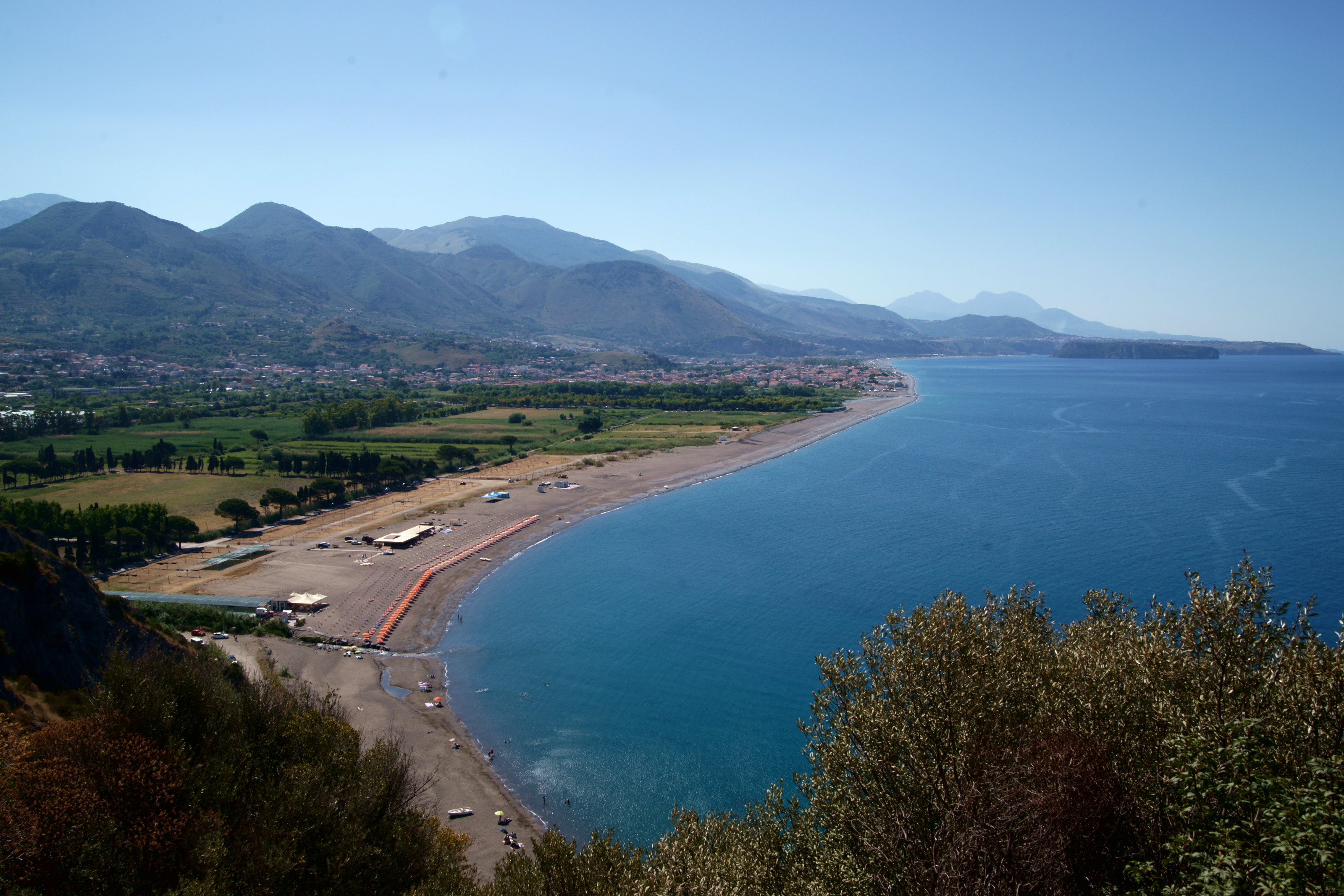
Playa de Castrocucco
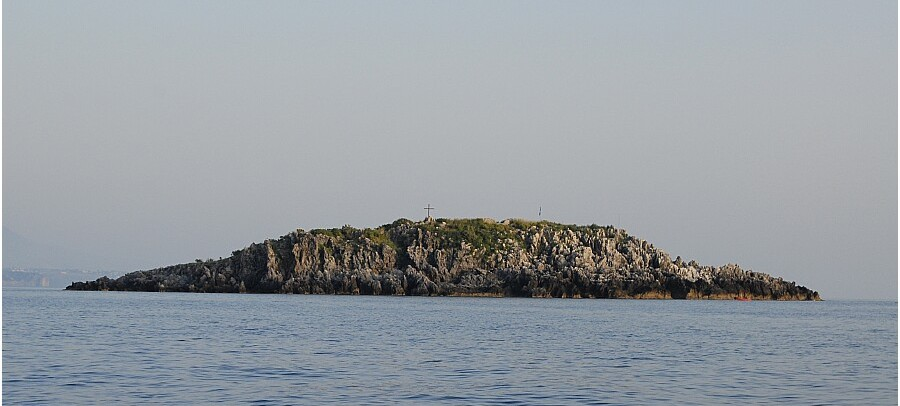
Isla de "San Janni"
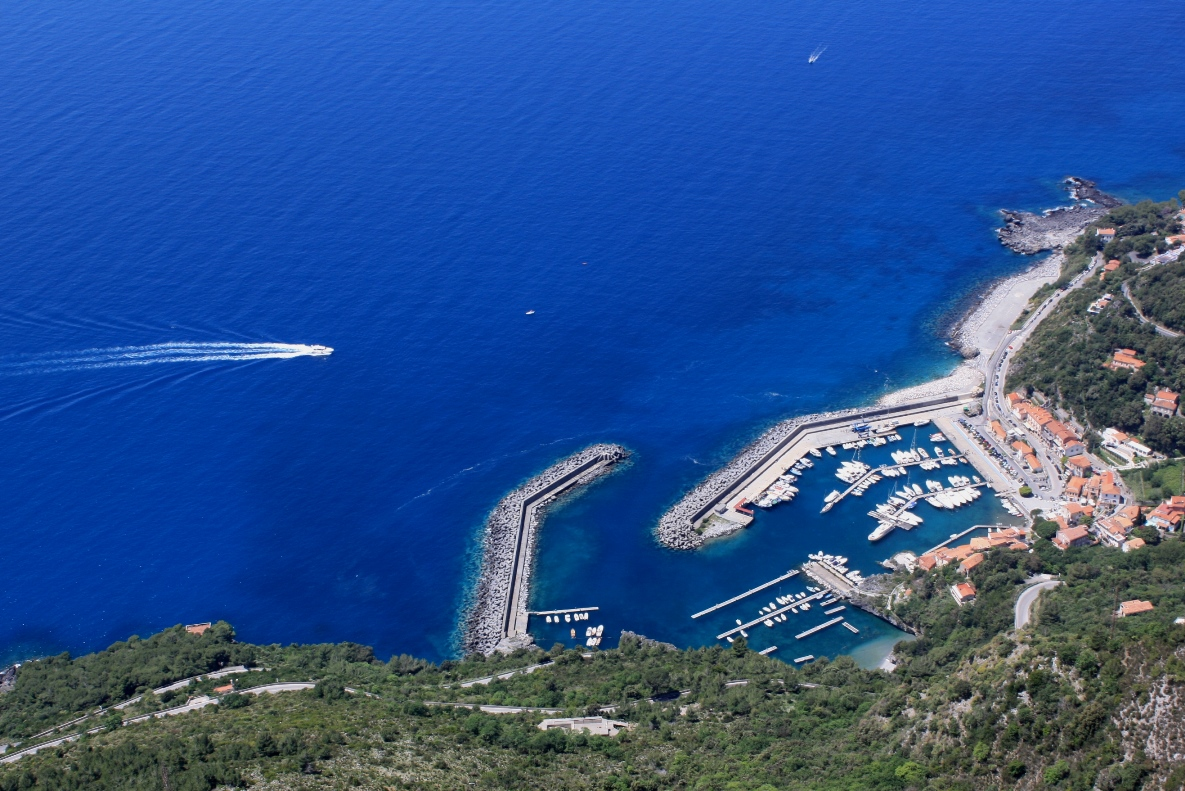
Puerto de Maratea
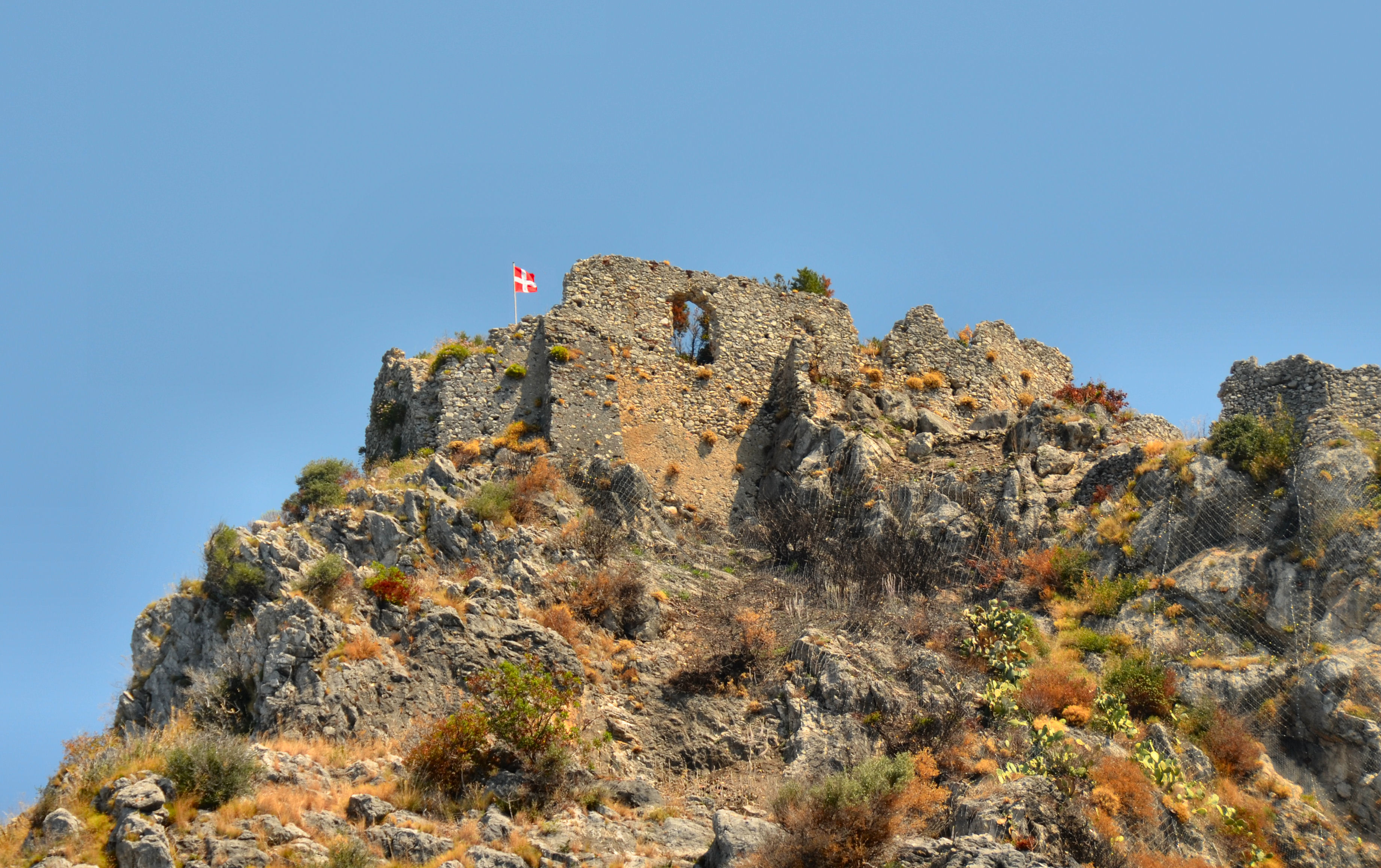
Restos del castillo de Castrocucco
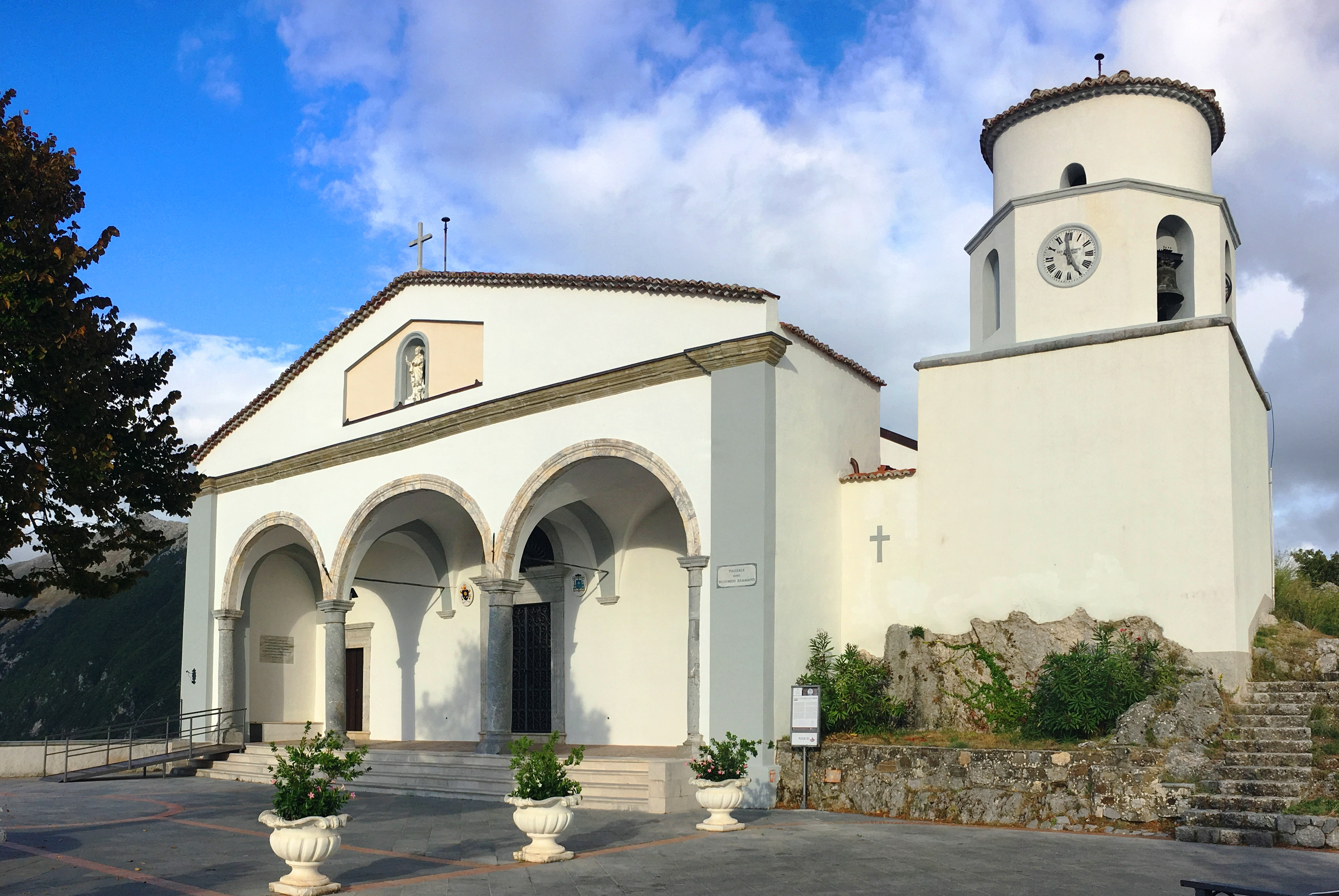
Basílica de san Blas
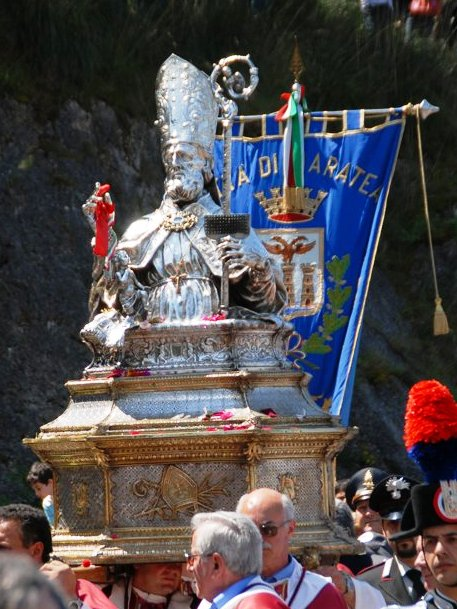
Estatua de san Blas
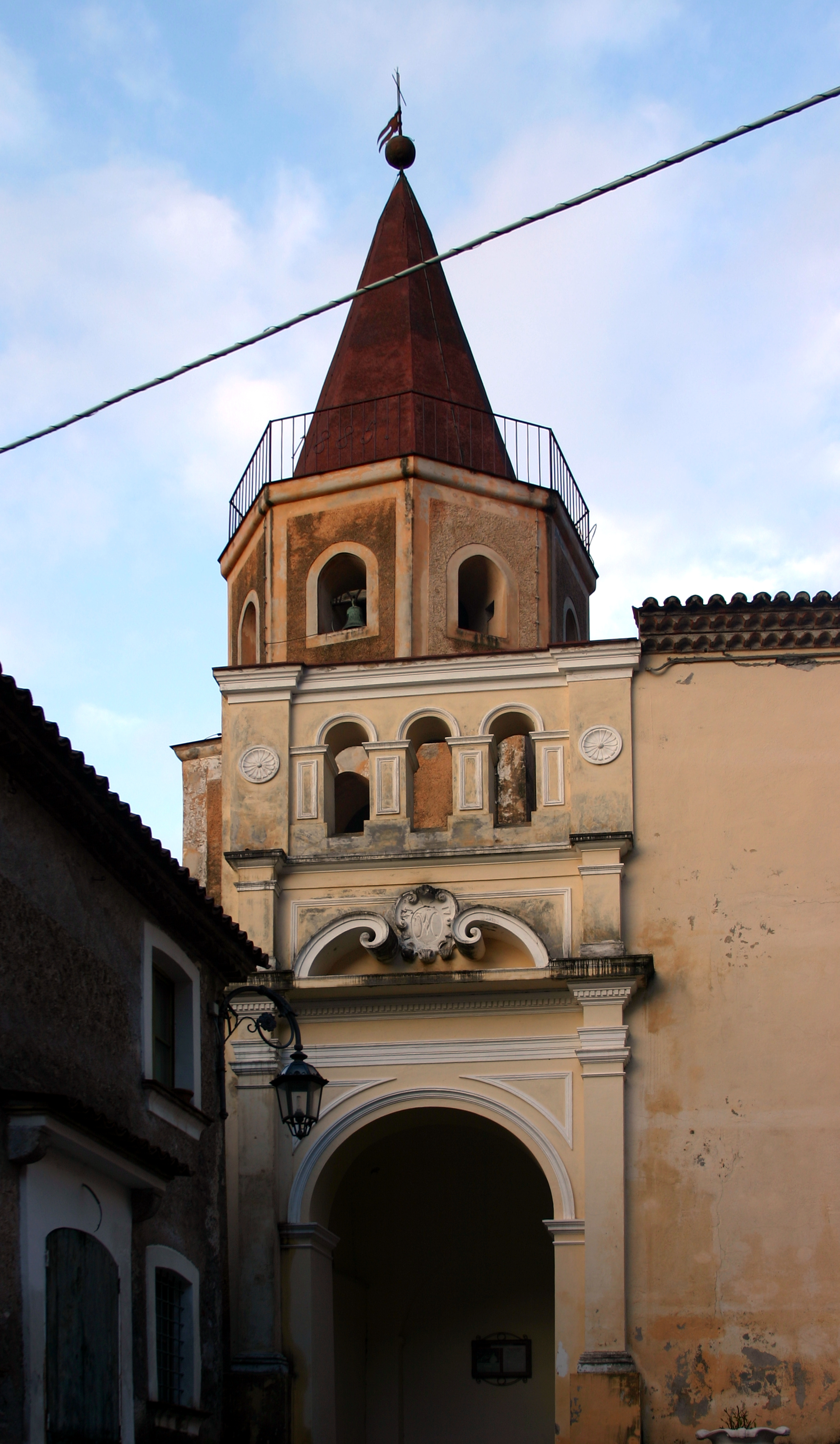
Iglesia de Santa María Mayor
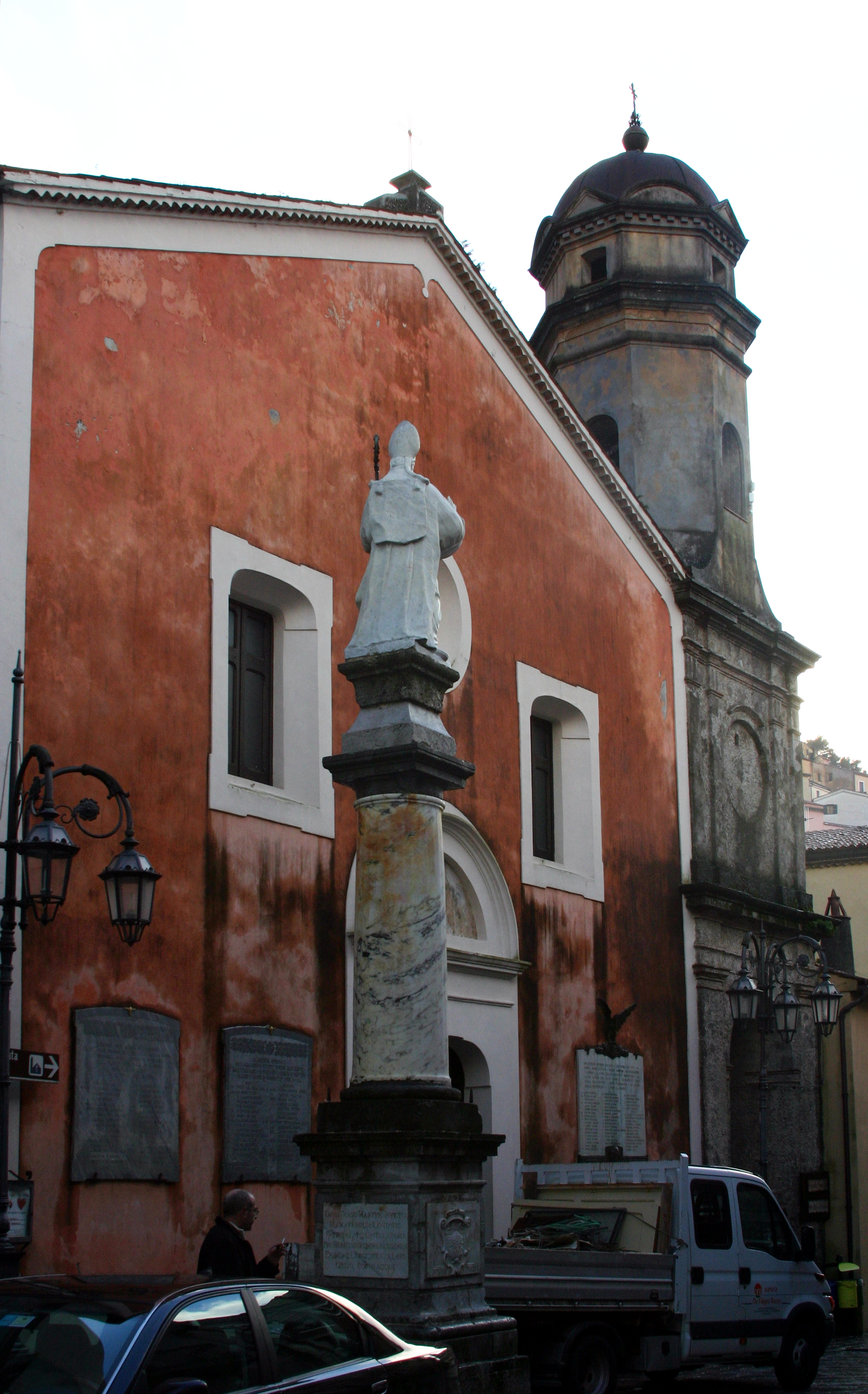
Iglesia de la Anunciación
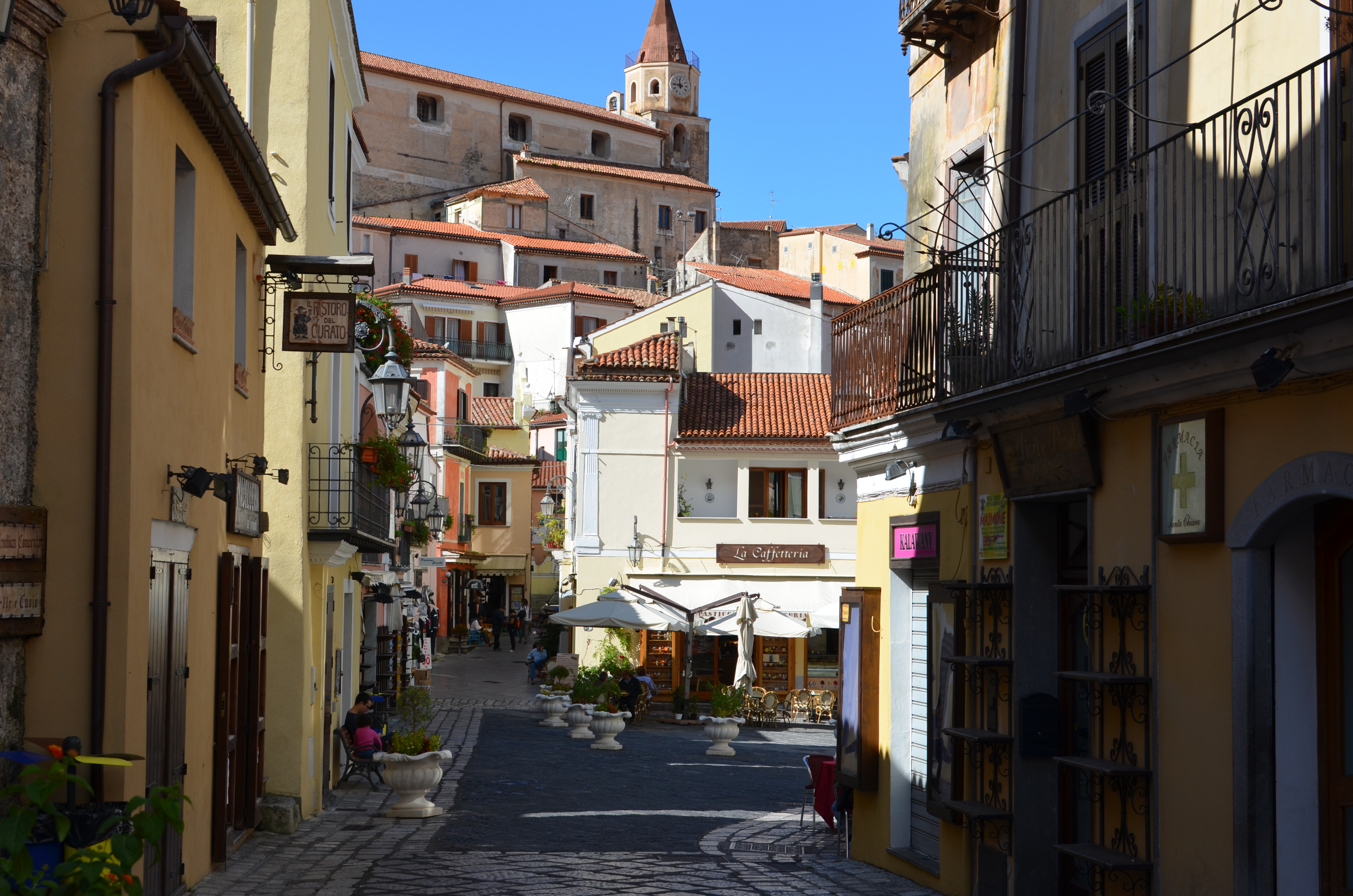
Centro histórico de Maratea
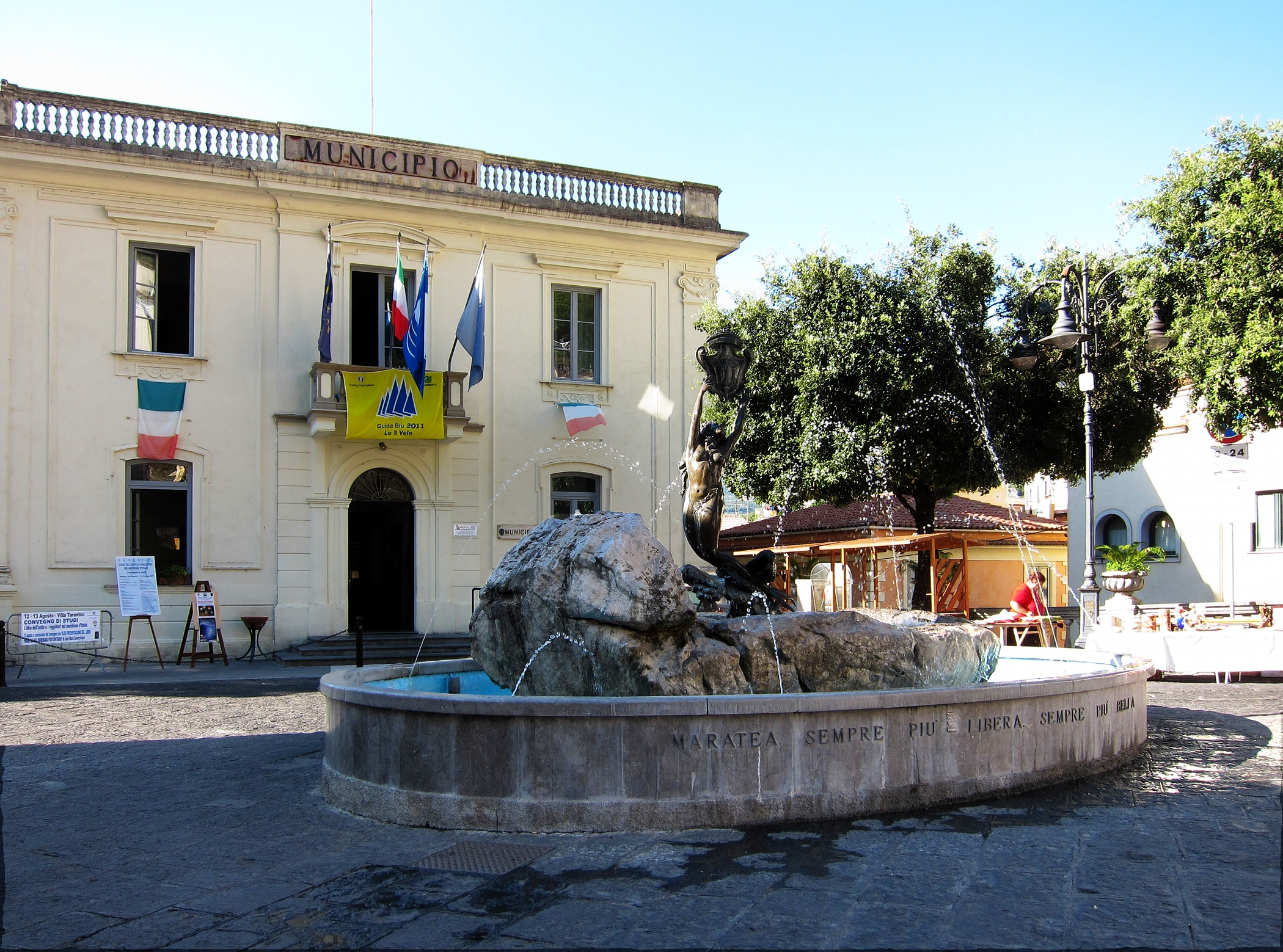
Municipio